# Bolitoglossa zapoteca
Bolitoglossa zapoteca (лат.) — вид земноводных из рода грибоязычных саламандр семейства безлёгочных саламандр.

## Внешний вид
Длина тела без хвоста у самцов достигает 6,9 см, у самок — до 7,3 см. Голова крупная, относительно плоская и слабо отделена от туловища. Конечности средней длины, имеют перепонки между пальцами, выраженные сильнее, чем у B. oaxacensis, но слабее, чем у B. riletti, B. macrinii и B. hermosa. Окраска чёрная с рисунком из мелких разбросанных беловатых пятен. Конечности и брюшная сторона туловища тёмно-серые.

## Распространение
Эндемик восточной части Южной Сьерра-Мадре в мексиканском штате Оахака. Известен из двух мест: из окрестностей Кьеголани и Серро-Пьедра-Ларга. Встречается на высоте около 1875 м над уровнем моря. Площадь области распространения оценивается в 435 км². Населяет густые влажные сосново-дубовые леса, ныне сильно деградировавшие, где встречается в трещинах по обочинам дорог.

## Угрозы и охрана
Международный союз охраны природы отнёс вид к категории исчезающих. Основными угрозами считаются вырубки лесов и деградация местообитаний из-за сельскохозяйственной деятельности и урбанизации.